# Chichica
Chichica è un comune (corregimiento) della Repubblica di Panama situato nel distretto di Müna, comarca di Ngäbe-Buglé, di cui è capoluogo. Si estende su una superficie di 82,7 km² e conta una popolazione di 5.368 abitanti (censimento 2010).